# Cascades Rockhouse
Les cascades Rockhouse són unes cascades de 38 m que marquen la confluència de Rockhouse Creek amb Cane Creek. Les cascades, que comparteix un gorg amb les cascades Cane Creek, són visibles des de la Gorge Trail i des de la base del Cane Creek Gorge. Les cascades es troben a prop de Spencer (Tennessee, USA), al Parc Estatal Fall Creek Falls.